# Euphorbia heldreichii
Euphorbia heldreichii är en törelväxtart som beskrevs av Theodhoros Georgios Orphanides och Pierre Edmond Boissier. Euphorbia heldreichii ingår i släktet törlar, och familjen törelväxter. Inga underarter finns listade i Catalogue of Life.